# BBÖ 1082
 (avril 2025).
 (avril 2025).
La BBÖ 1082.01 est une locomotive électrique destinée à fonctionner avec une tension de caténaire de 15 kV à 16 2⁄3 hertz, équipée d'un convertisseur de phase rotatif et de moteurs de traction à courant continu.

## Contexte

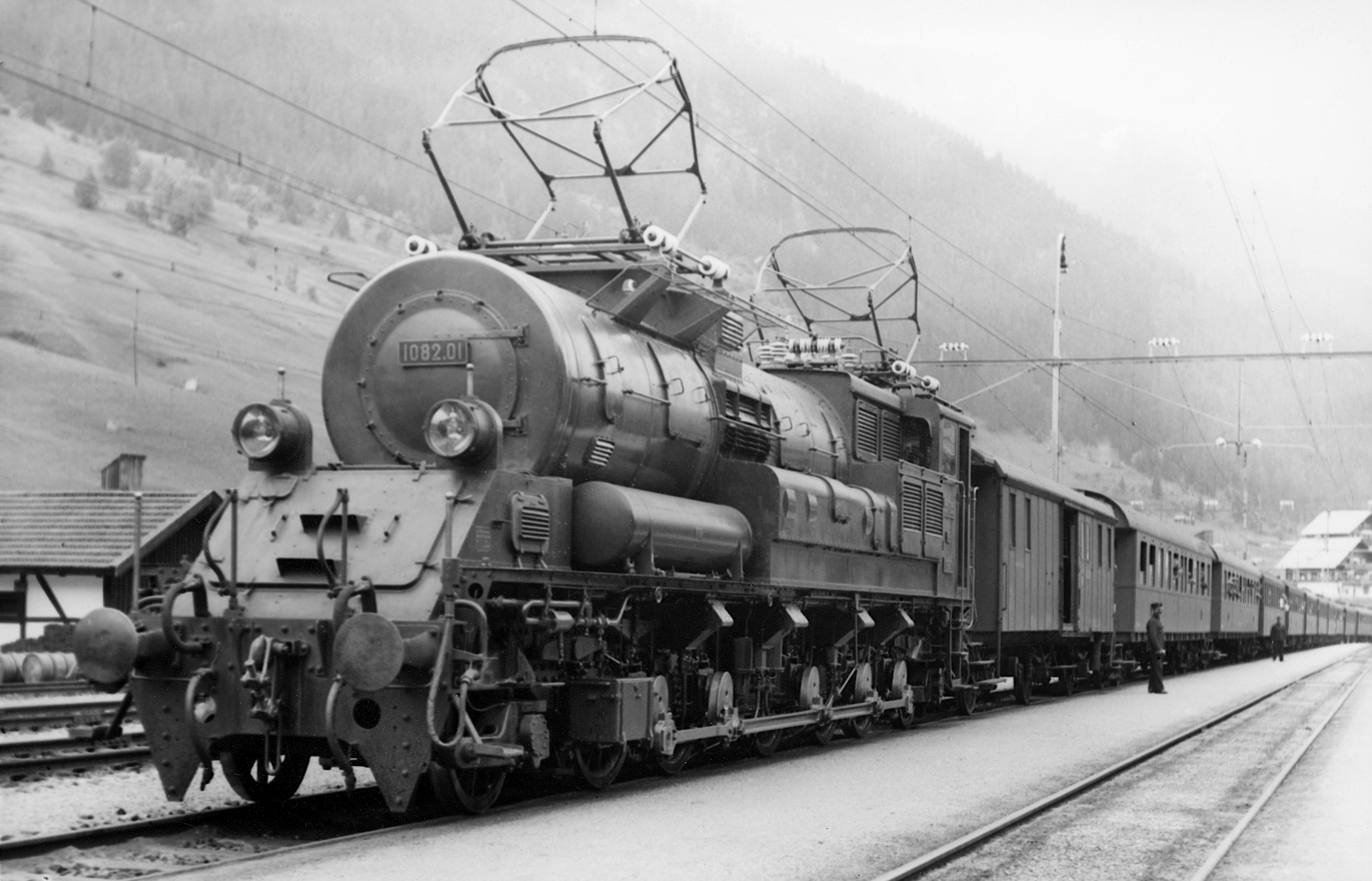
La 1082.01 à St. Anton am Arlberg

Les premières alimentations AC de grandes lignes ferroviaires fonctionnent à la fréquence inhabituelle de 16 2⁄3 Hertz, car à 50 Hz la commutation, c'est-à-dire la transmission de puissance aux enroulements du rotor du moteur à courant alternatif monophasé, aurait été très problématique. En revanche, les moteurs à courant continu sont plus faciles à contrôler et les moteurs asynchrones triphasés plus faciles à entretenir, raison pour laquelle des essais de conversion de courant sont réalisés sur l'engin moteur. Les locomotives BBÖ 1180 et BBÖ 1470 de la société Ganz & Co. sont des tentatives infructueuses avec des convertisseurs synchrones et des moteurs de traction asynchrones.
En 1931, l'entreprise autrichienne Siemens-Schuckert-Werke (ÖSSW) a voulu tester un nouveau concept avec un générateur de convertisseur de phase pour un fonctionnement en courant continu avec alimentation en courant alternatif. Il est initialement prévu d'équiper la dernière machine de la série 1080.1 de ce convertisseur de phase. Il s'est avéré, cependant, qu'il n'y avait pas assez d'espace pour cela. Finalement, une nouvelle locomotive a été construite avec un générateur de changement de phase rotatif.
Alors que l'équipement électrique était fourni par l'ÖSSW, la partie mécanique provenait de l'usine Lokomotivfabrik Floridsdorf. Le 1082 a d'abord été stationnée à Salzbourg, puis à Bludenz, d'où elle a été utilisée de manière très satisfaisante dans les opérations programmées. Cependant, la structure compliquée du système de conversion et son contrôle nécessitent un soutien constant de la part du fabricant. La locomotive n'a donc pas été reprise par BBÖ.
En 1938, la Deutsche Reichsbahn les a classés comme E 88.3, puis ses traces se sont perdues. En 1945, elle est introuvable.

## Technologie
À partir des pantographes, le courant arrive au transformateur principal via l'interrupteur principal à pression d'huile. Celui-ci est muni de deux enroulements secondaires, qui abaissent la tension à environ 600 V. À l'aide du convertisseur de phase, le courant alternatif monophasé est converti en courant triphasé, à partir duquel deux convertisseurs de fréquence génèrent du courant continu.
L'installation de conversion se compose de quatre machines rotatives disposées d'avant en arrière comme suit :
- Excitateur qui a également servi de démarreur pour le convertisseur
- Convertisseur de fréquence 2
- Convertisseur de phase
- Convertisseur de fréquence 1

Le convertisseur de phase est construit comme une machine synchrone tétrapolaire avec des pôles externes et un enroulement amortisseur. La tension des deux enroulements secondaires lui est fournie par le transformateur via des bagues collectrices. Le rotor estégalement pourvu des deux enroulements destinés à générer la tension triphasée pour les convertisseurs de fréquence, qui sont connectés à ces derniers via l'arbre creux du groupe convertisseur. Les rotors des convertisseurs de fréquence sont équipés de rotors à courant continu. Le courant continu est prélevé via des balais coulissants, ce qui permettait une régulation en continu de la tension du moteur de traction. Afin de compenser le courant de magnétisation du convertisseur de phase, les convertisseurs de fréquence sont connectés en série.
L'ensemble du convertisseur mesurait sept mètres de long et est logé dans un boîtier cylindrique. Derrière se trouvent le transformateur et l'unique cabine de conduite. Cela donne au véhicule l'apparence d'une locomotive à vapeur avec des pantographes attachés. Le véhicule a un moteur similaire à la série 1080.1, mais avec deux essieux mobiles supplémentaires. Les trois essieux du milieu sont dotés de moteurs de suspension à excitation séparée et les essieux d'extrémité sont reliés aux essieux moteurs par des bielles d'accouplement .
L'idée de base du véhicule a alors 50 ans d'avance sur son temps. La technologie de conversion de courant sur le véhicule de traction est réalisée aujourd'hui à l'aide de composants semi-conducteurs et également de moteurs asynchrones triphasés, beaucoup plus faciles à construire et à exploiter.